# Дерсканова
Дерсканова — деревня в Кудымкарском районе Пермского края. Входит в состав Егвинского сельского поселения. Располагается на берегу реки Велва северо-восточнее от города Кудымкара. Расстояние до районного центра составляет 18 км. По данным Всероссийской переписи населения 2010 года, в деревне проживало 28 человек (15 мужчин и 13 женщин).

## История
По данным на 1 июля 1963 года, в деревне проживало 138 человек. Населённый пункт входил в состав Батинского сельсовета.